# Mouflers
Mouflers är en kommun i departementet Somme i regionen Hauts-de-France i norra Frankrike. Kommunen ligger i kantonen Ailly-le-Haut-Clocher som tillhör arrondissementet Abbeville. År 2022 hade Mouflers 96 invånare.

## Befolkningsutveckling
Antalet invånare i kommunen Mouflers
| Referens: INSEE |